# منصور إبراهيم الحازمي
منصور إبراهيم الحازمي (ولد 1935 م) كاتب وناقد سعودي. حاصل على جائزة الملك فيصل العالمية في اللغة العربية والأدب عام 2001. يعد من أبرز النقاد المعاصرين في السعودية والعالم العربي الذين اهتموا بنقد الرواية التاريخية والقصة القصيرة، صدرت له العديد من المؤلفات الأدبية التي تنوعت بين الدراسات النقدية والدراسات التي تُعنى برصد الإنتاج النثري في المملكة العربية السعودية.

## سيرته
ولد منصور بن إبراهيم الحازمي بمكة عام 1354هـ/ 1935م. حصل على شهادة (دكتوراه) عن الرواية التاريخية في الأدب العربي الحديث من جامعة لندن عام 1386هـ/ 1966م.
عمل أستاذاً للأدب العربي في جامعة الملك سعود ثم عميداً لكلية الآداب من عام 1373هـ إلى 1396هـ، ورئيساً لقسم اللغة العربية في جامعة الملك سعود من عام 1397هـ إلى عام 1399هـ. وعميداً لمركز الدراسات الجامعية في جامعة الملك سعود من عام 1401هـ إلى عام 1404هـ. أسس مجلة كلية الآداب بجامعة الملك سعود سنة 1390هـ. واختير عضوًا في مجلس الشورى السعودي في دورته الأولى عام 1993.

## مؤلفاته
له عدة مؤلفات منها:
- (في البحث عن الواقع).[5]
- (مواقف نقدية).
- (سالف الأوان) كتاب الرياض، 1999.
- (محمد فريد أبو حديد: كاتب الرواية).
- (أشواق وحكايات) مجموعة شعرية. 1401هـ.[6]
- (فن القصة في الأدب السعودي الحديث).
- (معجم المصادر الصحفية لدراسة الأدب والفكر في المملكة العربية السعودية) ج1 صحيفة أم القرى.
- (معجم المصادر الصحفية لدراسة الأدب والفكر في المملكة العربية السعودية) ج2 صحيفة صوت الحجاز.[7]
- (الوهم ومحاور الرؤيا: دراسات في أدبنا الحديث). 2000م.[8]
- (شالوم يا عرب). ديوان شعر. 2003م.[9]
- (ما وراء الأطلال). 2006م.[10]
- (رحلات العرب في جزيرة العرب: خلال النصف الأول من القرن العشرين). 2009م.[11]
- (من أشعار العلامة حمد الجاسر في شبابه). 2014م.[12]

## جوائزه
- حصل على ميدالية الاستحقاق من الدرجة الأولى عام 1402هـ.
- حصل على الميدالية الذهبية الكبرى للمنظمة العربية للتربية والثقافة والعلوم عام 1408هـ.[13]
- حصل على جائزة الملك فيصل في الأدب العربي عام 1421هـ.
- كرَّمه نادي الرياض الأدبي عام 2017، لدوره الرائد في إدخال النقد الأكاديمي في الأدب السعودي.[14]
- كرَّمه مجمع اللغة العربية بمكة المكرمة في الندوة الشهرية التي نظِّمت مساء السبت 1 صفر 1447هـ الموافق 26 يوليو 2025م، بحضور نخبة من اللغويين والأدباء وأصدقاء المُحتفى به وطلَّابه.[15]